# Col de Puymorens
De Col de Puymorens (Catalaans: coll de Pimorent) is een bergpas in de Franse gemeente Porté-Puymorens over de hoofdkam van de Pyreneeën tussen de vallei van de Ariège en de streek Cerdanya. Historisch gezien vormde de pas de grens tussen Frankrijk en Catalonië (deel van de Kroon van Aragón), maar sinds het Verdrag van de Pyreneeën in 1659 behoort het noordelijke deel van de Cerdanya ook tot Frankrijk en ligt de pasweg geheel in Frankrijk. De Col de Puymorens heeft al eeuwen een verkeerskundige functie en werd al verschillende malen beklommen in de Tour de France.

## Topografie
De col de Puymorens ligt op de hoofdkam van Pyreneeën. De pas vormt de eerste pas lager dan 2000 meter ten oosten van de Port de la Bonaigua (2072 m) en het nabije Plan de Beret (1870 m). De Coll de la Perxa, een dertigtal kilometer naar het oosten, is met 1571 meter nog een stuk lager.

### Hydrografie
De hoofdkam van de Pyreneeën vormt bij de Col de Puymorens eveneens de Europese waterscheiding tussen de Atlantische Oceaan en de Middellandse Zee. De noordflank van de pas behoort tot het stroomgebied van de Garonne (via de Ariège); de zuidzijde behoort tot het stroomgebied van de Carol, een zijrivier van de Segre (Ebro-bekken).

### Verkeer en vervoer
De pas vormt de laagste verharde pas over de Pyreneeën tussen de Portalet en de Coll de la Perxa. Daar waar de nabije Coll de la Perxa (1571 m) goed gelegen is voor verkeer van noordoost naar zuidwest, is de wat hogere Col de Puymorens goed gelegen voor het verkeer dat van noordwest naar zuidoost wil. Met name op de as Toulouse - Barcelona en Bordeaux - Barcelona speelt de bergpas nog een rol. Het belangrijkste alternatief voor deze verbindingen vormt de meer oostelijk gelegen en lagere Col du Perthus waarover in de jaren 70 een autosnelweg werd aangelegd (in tegenstelling tot de Col de Puymorens). Ongeveer tien kilometer ten westen van de Col de Puymorens ligt de Port d'Envalira, met 2409 meter de hoogste pas van de Pyreneeën.
De weg over de pas is bijna het gehele jaar geopend voor verkeer. De Franse N320 voert over de pas heen. In 1994 werd onder de pas de Tunnel du Puymorens geopend.

## Geschiedenis
Voornamelijk sinds de achttiende eeuw vormt de Col de Puymorens een belangrijke pas over de Pyreneeën. In 1914 werd de huidige weg over de col aangelegd en in 1929 werd onder de pas een spoorwegtunnel gegraven voor de lijn Portet-Saint-Simon - Puigcerda op de verbinding Toulouse - Barcelona.

## Wielrennen
De Tour de France deed de Col de Puymorens verschillende keren aan. Vanuit Porté-Puymorens is de klim 5,8 km lang aan gemiddeld 4,6%. De Belg Marcel Buysse was de renner die de top van de Col de Puymorens bij de eerste passage in 1913 als eerste passeerde. Vervolgens werd de Col de Puymorens tot met 1937 vrijwel jaarlijks in het parcours opgenomen. Na de Tweede Wereldoorlog gebeurde dit veel minder.
Als eerste boven op de Col de Puymorens waren:
- 1913:  Marcel Buysse
- 1914: renners passeren gezamenlijk de top
- 1919:  Honoré Barthélémy
- 1920:  Firmin Lambot
- 1921:  Luigi Lucotti
- 1922:  Émile Masson
- 1923:  Henri Pélissier
- 1924:  Philippe Thys
- 1925:  Ottavio Bottecchia
- 1926:  Lucien Buysse
- 1927:  Nicolas Frantz
- 1928:  Nicolas Frantz
- 1929:  Benoît Faure
- 1930: renners passeren gezamenlijk de top
- 1931:  Benoît Faure
- 1932:  Amerigo Cacioni
- 1933:  Antonin Magne
- 1934:  René Vietto
- 1935:  Félicien Vervaecke
- 1936:  Fédérico Ezquerra
- 1937:  Julián Berrendero
- 1957:  Jean Bourlès
- 1964:  Julio Jiménez
- 1965:  José Pérez Francés
- 1973:  Pedro Torres
- 1976:  Domingo Perurena
- 1993:  Oliverio Rincón
- 2021:  Wout van Aert